# Jean-Marc Yacé
Jean-Marc Yacé, né le 28 mai 1961 à Abidjan, est un homme politique ivoirien et chef d’entreprise. Il est maire de la commune de Cocody depuis 2018 et réélu en 2023. Il est membre du Parti démocratique de Côte d'Ivoire (PDCI).

## Biographie

### Origine et formation
Jean-Marc Yacé, le cinquième enfant d’une famille de 10 enfants, naît le 28 mai 1961 à Abidjan en Côte d'Ivoire. Originaire d’Akrou, dans la commune de Jacqueville, il grandit à Abidjan puis fait ses études secondaires au lycée technique d’Abidjan ainsi qu’en France.
Par suite, il obtient un diplôme de comptabilité au Cours Castaing puis se spécialise dans les télécoms avant de devenir ingénieur en radio télécommunication. Jean-Marc Yacé continue sa formation au MDE Business School une école de management et développement d’entreprise et fait partie de la première promotion de IHE MDE business, promotion 2010/2011.

### Carrière professionnelle
Jean-Marc Yacé entame une carrière professionnelle dans l’armée ivoirienne en 1981 où il sert pendant 16 ans. Après ses années dans l’armée, il reçoit la distinction de Chevalier de l'ordre du Mérite.
Étant chef d’entreprise, il est l’un des précurseurs de l’exploitation des énergies renouvelables de type solaire à la fin des années 1990. Il initie la production de bananes bio dans le Nord de la Côte d’Ivoire avec le groupe Compagnie fruitière.
Il est actuellement directeur général d’EOLIS qu’il a contribué à créer en 2001, une agence maritime, filiale du groupe Compagnie fruitière, l'un des leaders mondiaux de la production fruitière.
Jean-Marc Yacé est l'actuel consul honoraire des États-Unis et du Mexique en Côte d’Ivoire

## Carrière politique
Jean-Marc Yacé commence sa formation politique au sein du Mouvement des élèves et étudiants de Côte d’Ivoire (MEECI) qui est une section du Parti démocratique de Côte d'Ivoire (PDCI-RDA). Il devient plus tard membre du Bureau politique du PDCI, fonction qu’il occupe jusqu’à ce jour,.
Henri Konan Bédié, président du PDCI depuis 1994, meurt le 1er août 2023. Un 8e congrès extraordinaire est organisé en décembre 2023 pour élire un remplaçant et Jean-Marc Yacé est candidat à la présidence,,. Il perd l'élection à la tête de son parti face à Tidjane Thiam, qui recueille 96,5 % des voix contre 3,2 % pour Yacé.

### Maire
Jean-Marc Yacé, se présente en 2018 en tant que candidat sous la bannière du Parti démocratique de Côte d’Ivoire (PDCI-RDA) lors de l'élection municipale du 13 octobre 2018,. Il fait l’annonce de sa candidature le 25 août 2018. Il est élu maire de la commune de Cocody le 13 octobre 2018 avec 41,36 % des suffrages exprimés.
En 2023, il se présente de nouveau à l'élection municipale du 2 septembre 2023,, et est réélu avec 42,61 % des voix. Il bat en particulier Yasmina Ouegnin, sa nièce, candidate indépendante, et Éric Taba, le candidat du RHDP.
Le lendemain de sa victoire électorale, les gendarmes rentrent dans la mairie de Cocody pour y effectuer une perquisition.

## Vie privée
Jean-Marc Yacé est marié à Yolande Eluh depuis 1994 et père de quatre enfants dont Olivia Yacé. Il est de confession catholique.
Par ailleurs, Yacé est président de la Fédération ivoirienne de taekwondo (FI-TKD) depuis 2022 (sport qu’il a découvert en 1971) depuis l’âge de 12 ans. Il est actuellement ceinture noire cinquième Dan actif.

## Distinctions
- Chevalier de l’ordre du Mérite du travail
- Chevalier de l’ordre du Mérite sportif
- Officier de l’ordre du Mérite ivoirien
- Commandeur dans l’ordre du Mérite nationale de la solidarité
- Chevalier dans l'ordre du Mérite de Malte (2016)